# Пан Цзяїн
Пан Цзяїн (кит. 庞佳颖, пін. Páng Jiā-yǐng, 6 січня 1985) — китайська плавчиня, олімпійська медалістка.

## Виступи на Олімпіадах
| Олімпіада  | Дисципліна                            | Місце |
| ---------- | ------------------------------------- | ----- |
| Афіни 2004 | плавання на 200 метрів вільним стилем | 7     |
| Афіни 2004 | плавання на 400 метрів вільним стилем | 14    |
| Афіни 2004 | естафета 4 × 200 вільним стилем       | 2     |
| Пекін 2008 | плавання на 100 метрів вільним стилем | 16    |
| Пекін 2008 | плавання на 200 метрів вільним стилем | 3     |
| Пекін 2008 | естафета 4 × 100 вільним стилем       | 4     |
| Пекін 2008 | естафета 4 × 200 вільним стилем       | 2     |
| Пекін 2008 | комплексна естафета 4 × 100           | 3     |